# نستور كانتيلانا
نستور كانتيلانا (بالإسبانية: Néstor Cantillana)‏ هو ممثل تشيلي، ولد في 1973 بسانتياغو في تشيلي.

## أعمال

### أفلام
- (2012) لا[2]
- (2017) امرأة رائعة

## وصلات خارجية
- نستور كانتيلانا على موقع IMDb (الإنجليزية)
- نستور كانتيلانا على موقع قاعدة بيانات الأفلام العربية
- نستور كانتيلانا على موقع ألو سيني (الفرنسية)
- نستور كانتيلانا على موقع أول موفي (الإنجليزية)
- نستور كانتيلانا على موقع قاعدة بيانات الأفلام السويدية (السويدية)
- نستور كانتيلانا على موقع قاعدة بيانات الفيلم (الإنجليزية)
- نستور كانتيلانا على موقع كينوبويسك (الروسية)